# جیمز کوپر
جیمز کوپر (به انگلیسی: James Cooper) سناتور سابق عضو حزب ویگ بود. وی در سال ۱۸۴۹ تا ۱۸۵۵ میلادی سناتور ایالت پنسیلوانیا در سنای ایالات متحده آمریکا بود.